# Slavenski kalendar
U selu Lepesovki, u Volinjskoj oblasti u zapadnoj Ukrajini, ruski arheolozi Tihonova i Hvajko su 1958. godine pronašli staro slavensko svetište, u čijem su oltaru sačuvane dvije glinene posude iz 2. – 4. stoljeća na kojima je utisnut slavenski kalendar toga vremena. U selu Romaški, južno od Kijeva, u nalazištu je bio vrč iz 4. stoljeća, na kojem je također naslikan kalendar.
Pronađeni kalendar u Lepesovki imao je svojevrsne crte i reze, čineći zagonetnu i složenu ornamentiku znakova i crteža. Ruski arheolog i povjesničar Boris Aleksandrovič Ribakov ga je odgonetnuo. Na kalendaru u Lepesovki je godina podijeljena na dvanaest razdoblja, s uočljivim simbolima vatre i sunca, s razvidnom razdiobom na godišnja doba i naznakama solsticija, s dvanaest mjeseci u kojima su poslovi i dani usklađeni s prirodnim pogodnostima (oranje, sjetva, žetva, lov, gajenje bilja), uz točno naznačenje nadnevaka praznika. 

## Nazivi dana
Vjeruje se da su Slaveni imali tjedan od šest dana i da su znali za pet radnih dana i jedan neradni dan, koje su nazvali: nedjelja, ponedjeljak, utorak, srijeda, četvrtak i petak. Nedjelja je imala posebnu ulogu, a radni dani su nosili imena po rednim brojevima, kako su dolazili nakon nedjelje.
Nazivi dana u tjednu:
- nedjelja – dan kada se ne radi, "ne dela", neradni dan;
- ponedjeljak – dan nakon nedjelje, dan "po nedjelji", prvi dan u tjednu;
- utorak – "vtori" dan, drugi dan u tjednu;
- srijeda – "sreda" – sredina, srednji dan u tjednu;
- četvrtak – četvrti dan;
- petak – peti dan.

Sedmodnevni tjedan slavenski narodi počinju rabiti tek prelaskom na kršćanstvo te se tada pojavljuje i naziv za šesti dan u tjednu: subota. Ova riječ potječe od hebrejske riječi "sabat".
Današnji nazivi za dane u Slavena su se prvo javili kod Južnih Slavena, u tadašnjem Bizantu, da bi se vremenom, preko Bugarske, Slovačke i Češke, proširili i među ostalim slavenskim narodima.
| Hrvatski    | Ruski       | Slovački | Poljski      |
| ----------- | ----------- | -------- | ------------ |
| Nedjelja    | Воскресенье | Nedel'a  | Niedziela    |
| Ponedjeljak | Понедельник | Pondelok | Poniedziałek |
| Utorak      | Вторник     | Utorok   | Wtorek       |
| Srijeda     | Среда       | Sreda    | Środa        |
| Četvrtak    | Четверг     | Štvrtok  | Czwartek     |
| Petak       | Пятница     | Piatok   | Piątek       |
| Subota      | Суббота     | Sobota   | Sobota       |

U Slavena je svaki dan u tjednu imao boga zaštitnika:
- utorak – Prov[nepostojeći bog?], bog posvećenih hrastova,
- četvrtak – Perun, bog groma,
- petak – božica Mokoš

## Nazivi mjeseci
Pretpostavlja se da su Slaveni znali samo za šest dana u tjednu, i da je jedan mjesec sadržavao pet tjedana po šest dana tj. trideset dana. Ovo se veoma dobro slagalo s razdobljem izmjene svih četiriju mjesečevih mijena, koje traje 29,53 dana.
Nazivi za mjesece bili su u vezi s prirodnim pojavama. Pošto Slaveni žive na velikim razdaljinama jedni od drugih, dolazilo je do toga da je mjesec "lipanj" u Hrvata šesti, a u Poljaka sedmi mjesec u godini, zato što lipa cvjeta mjesec dana ranije na jugu nego na sjeveru Europe. Također, isto je i za mjesece "travanj" i "listopad" zato što na jugu ranije dolazi proljeće i ostalih godišnjih doba nego na sjeveru. 
Stari nazivi za mjesece u godini koji su se zadržali u slavenskim jezicima
:
|     | Lužičkosrpski | Ukrajinski | Češki    | Bjeloruski | Hrvatski | Poljski     |
| --- | ------------- | ---------- | -------- | ---------- | -------- | ----------- |
| 1.  | Wulki rožk    | Січень     | Leden    | Студзень   | Siječanj | Styczeń     |
| 2.  | Maly rožk     | Лютий      | Únor     | Люты       | Veljača  | Luty        |
| 3.  | Naletnik      | Березень   | Březen   | Сакавік    | Ožujak   | Marzec      |
| 4.  | Jutrownik     | Квітень    | Duben    | Красавік   | Travanj  | Kwiecień    |
| 5.  | Rožownik      | Травень    | Květen   | Май        | Svibanj  | Maj         |
| 6.  | Smažnik       | Червень    | Červen   | Чэрвень    | Lipanj   | Czerwiec    |
| 7.  | Pražnik       | Липень     | Červenec | Лiпень     | Srpanj   | Lipiec      |
| 8.  | Žnjenc        | Серпень    | Srpen    | Жнiвень    | Kolovoz  | Sierpień    |
| 9.  | Požnjenc      | Вересень   | Září     | Верасень   | Rujan    | Wrzesień    |
| 10. | Winowc        | Жовтень    | Říjen    | Кастрычнік | Listopad | Październik |
| 11. | Nazymnik      | Листопад   | Listopad | Лістапад   | Studeni  | Listopad    |
| 12. | Hodownik      | Грудень    | Prosinec | Снежань    | Prosinac | Grudzień    |

Nazivi za mjesece u Slavena:
- ljuti – vrijeme opakih mećava i ljutih mrazeva,
- golemi mjesec, veljača – vrijeme velike hladnoće i smetova,
- mežnik – vrijeme razmeđavanja zime i proljeća,
- bokogrej – vrijeme kada se sa sunčane strane, s boka, počinje osjećati toplina,
- suhi – vrijeme u kojem su mraz i vjetar stvrdli i osušili sve,
- protaljnik – vrijeme kada se na tlu ukazuju prokopnine,
- letnik – vrijeme proljetnog otopljavanja,
- žarki – vrijeme žega i omare,
- gruden – vrijeme stvrdnjavanja zemlje i stvaranja grumenja, gruda, po njivama i putevima,
- grjaznik – vrijeme blata i kaljuža zbog padalina,
- studen – vrijeme hladne i zimomorne pozne jeseni,
- snežanj – vrijeme snijega i smetova,
- prosinac, prosinec – kada lijepo vrijeme prosjenjuje, prosijava, kada se već lijepi dani pojavljuju i, najprije mjestimično, nakon jesenskih magli i zimske tmurne oblačnosti, ukazuje se nebeska vedrina,
- berezen, sakavik – vrijeme kada breze i drveće, s početkom proljeća i otopljavanjem, počinju lučiti sokove,
- biljar, travenj, cvetanj, kvitanj, svibanj, lažitrava – vrijeme bujnog rasta i cvjetanja trava i grmlja,
- lipenj – dani miomirisnog cvjetanja lipe,
- trešnjar, čerešnjar – vrijeme dozrijevanja prvih voćnih plodova,
- crvenik, rujen – preodevanje šume u zlatastu i rumenu jesen,
- veresenj – vrijeme upadljivosti vrijeska, niske drvenaste biljke, malih listova i ljubičasta cvijeta, vječno zelene šibljike, rasprostranjene u Polesju i brdskim predjelima,
- žovtenj, listopad, šumopad – vrijeme kada lišće žuti, opada i gora ogoljuje;
- derikoža – vrijeme uništavanja stoke zbog nedostatka hrane na kraju zime,
- izok – vrijeme pojavljivanja kukaca i oglašavanja cvrčkova,
- červenj – vrijeme crva, gusjenica i larvi pčela,
- zarev – vrijeme revanja ili rike jelena,
- sečenj – vrijeme najpogodnije da se drveće sječe, jer tada ne luči sokove, da se zemlja privede za usjeve, što govori i naziv
- berezozol – vrijeme sječe, krčenja breza i pretvaranja njihovih panjeva i korijenja u pepeo (paljevinska zemljoradnja),
- serpenj, žnjiven, žetvar – vrijeme žetve,
- gumnik, kolovoz – vrijeme kada se ljetina odvozi s njiva i žito vrše na gumnu,
- grozdober – vrijeme berbe vinograda, veresenj, kastričnik,
- pazdernik – vrijeme mlaćenja konoplje i lana i izvlačenja vlakana za pređu (vresat: mlatiti, kostrika: konoplja, pozder: usitnjena drvenasta stabljika konoplje),
- kaledar – vrijeme kretanja obrednih povorki ususret novom ljetu,
- koložeg – vrijeme paljenja vatri za pojačanje snage zimskog sunca,
- svadebnik – vrijeme svadbovanja.